# Michel Lanse
Michel Lanse (ou Lance, ou Lans, ou Lansse) est un peintre de fleurs et d'oiseaux né à Rouen en 1613, et mort à Paris le 19 novembre 1661.

## Biographie
D'après Louis-François Dubois de Saint-Gelais, Michel Lanse était considéré comme un « bon paysagiste et faisait fort bien des fleurs et des animaux ».
Michel Lanse est agréé le 6 septembre 1659 par l'Académie royale de peinture et de sculpture et reçu le 28 février 1660 avec un tableau représentant une « Table couverte d’un grand tapis, avec des instrumens de musique, & des vases antiques, entre-mêlez de fleurs & de fruits, & de quelques animaux ».
Il a été inhumé au cimetière protestant des Saints-Pères au faubourg Saint-Germain, le 20 novembre 1661.